# 帕梅拉
《帕梅拉》（Pamela; or, Virtue Rewarded）是1740年英格兰作家塞繆爾·理查森出版的一部书信体小说，讲的是天真的小女仆帕梅拉·安德鲁斯（Pamela Andrews）和她的主人B先生的故事，帕梅拉母亲死后，B先生多次引诱、骚扰她，都被她拒绝，最终诚恳地向她求婚，她因此得以跻身上流社会。《帕梅拉》在当时就是一部畅销书，但由于由于涉及家庭暴力、社会壁垒等问题备受批评。
《帕梅拉》出版后两年，理查森出版了续集《地位提高以后的帕梅拉》（Pamela in her Exalted Condition）。1753年的《葛狄生爵士》（The History of Sir Charles Grandison）中，理查森又试图创作一个男版的帕梅拉。